# Feministische Theologie
Die feministische Theologie ist eine seit den späten 1960er Jahren stark gewordene und der Emanzipation der Frau zuzuordnende theologische Richtung. Sie ist verwandt mit der Befreiungstheologie und – sowohl in Denkansätzen als auch in wissenschaftstheoretischem Anspruch – mit der feministischen Wissenschaftstheorie verbunden.
Die feministische Theologie im weiteren Sinn umfasst ein breites Spektrum unterschiedlicher und zum Teil gegensätzlicher Denkbewegungen in verschiedenen Religionen und Regionen der Welt. Ihnen gemeinsam ist die Infragestellung traditioneller Gottesbilder, religiöser Institutionen und Praktiken unter feministischer Perspektive. Im engeren Sinn wird darunter die christliche feministische Theologie verstanden, die in Europa und den USA im Kontext der Frauenbewegung entstanden ist und wichtige Impulse aus der ökumenischen Bewegung und der Erneuerungsbewegung innerhalb der Katholischen Kirche nach dem Zweiten Vatikanischen Konzil erhielt.

## Feministische Theologie in ihren Grundzügen
Die Wurzeln der feministischen Theologie reichen bis in die französische Revolution zurück. Im Zuge der Aufklärung verkündete 1789 die französische Nationalversammlung die Erklärung der Menschen- und Bürgerrechte, schloss davon aber Frauen aus. Dies zog den Widerstand und Protest zeitgenössischer Frauen nach sich, der teilweise auch zu blutigen Auseinandersetzungen mit den Machthabern führte.
Feministische Theologie ist – wie die Befreiungstheologie – bewusst kontextuell. Das bedeutet, sie berücksichtigt insbesondere die Frauenperspektive. Das bringt ihr immer wieder den Vorwurf der Parteilichkeit ein: Ist es mit dem wissenschaftlichen Neutralitätsgebot vereinbar, die Bibel mit den Interessensaugen von feministischen Theologen zu lesen? Dagegen fragt die feministische Theologie, ob es umgekehrt überhaupt möglich sei, Theologie nicht kontextbezogen zu betreiben. Die feministische Analyse herkömmlicher Theologie zeigt, wie sehr diese von patriarchalischen Denkmustern geprägt ist: In aller Regel ist sie weiße, westliche und männlich geprägte Mittelstandstheologie. Grundthese der feministischen Theologie ist daher, dass keine Theologie dem wissenschaftlichen Neutralitätsgebot gerecht wurde oder wird und dass dies auch kaum möglich ist. Daher postuliert feministische Theologie für sich meist keinerlei wissenschaftliche Neutralität und widerspricht herkömmlichen Theologen, die für ihre Theologie eine solche Neutralität behaupten. Feministische Theologie gibt sich also auch den Auftrag, die zum Ausgangspunkt der Betrachtung gewählten patriarchalischen Strukturen der herkömmlichen Theologie in Geschichte und Gegenwart zu hinterfragen.
Feministische Theologie arbeitet auf allen theologischen Gebieten. Innerhalb der Fächer Altes und Neues Testament bemüht sie sich, patriarchalische Strukturen der Bibel und patriarchalische Auslegungstraditionen sichtbar zu machen. Im Rahmen der Kirchen- und Theologiegeschichte fragt feministische Theologie gezielt nach Frauengeschichte, kritisiert die tradierte Geschichtsauslegung als androzentrisch (männerzentriert) und deutet androzentrische Geschichtsschreibung um. Feministische Systematik will Glaubensgrundsätze überdenken, die im Laufe der Geschichte patriarchalische und androzentrische Züge bekommen haben, so z. B. Teile der Kreuzestheologie oder androzentrische Gottesbilder. In der praktischen Theologie bemüht sich feministische Theologie um Umsetzung des auf theoretischer Basis Erarbeiteten (Wie kann man verantwortungsvoll feministisch predigen? Müssen Seelsorgekonzepte feministisch überarbeitet werden? Wie können Erkenntnisse der feministischen Theologie in den Religionsunterricht einfließen? Wie können Liturgie, Lieder und Texte weniger androzentrisch gestaltet werden? usw.) In einer feministischen Ethik werden die Grundsätze christlicher Moral auf ihre genderspezifischen Eigenarten untersucht.

## Strömungen innerhalb der feministischen Theologie
Feministische Theologie ist parteiische Theologie im Sinne der Frauenemanzipation. Es stellt sich jedoch die Frage, in welche Richtung die Frauenemanzipation gehen soll. Wie im Feminismus allgemein entwickeln sich auch in der feministischen Theologie verschiedene Strömungen mit sehr unterschiedlichen Interessen. Der Differenzfeminismus legt Wert auf die Andersartigkeit der Frauen von Männern und fordert eine Aufwertung dessen, was Frauen ausmacht. Dagegen geht die Gendertheorie davon aus, dass der Unterschied zwischen Männern und Frauen in erster Linie gesellschaftlich bedingt ist. Für die feministische Theologie bedeutet die Zugehörigkeit zu einer der beiden Richtungen ganz andere Zielsetzungen. Soll z. B. bewusst Gottes „weibliche“ Seite wiederentdeckt werden? Oder bedeutet das nicht vielmehr, gesellschaftlich bedingte Unterschiede zwischen den Geschlechtern im Himmel festzuschreiben? Sollen Frauen als Gegenüber zu den Männern in der Bibel wiederentdeckt werden? Oder soll vielmehr die Verheißung Galater (Gal 3,28 ) 3,28 hervorgehoben werden, dass vor Gott weder männlich noch weiblich gilt?
Eine weitere Frage innerhalb der feministischen Theologie ist die nach der Stellung der Bibel. Wird sie im Ganzen und ohne Fehler als Gottes Wort anerkannt, so lassen sich patriarchalische Denkstrukturen in ihr nicht kritisieren. Die feministische Kritik kann dann nur dort ansetzen, wo Androzentrismus die Auslegungsgeschichte geprägt hat. Der Textbestand der Bibel aber bleibt weitgehend kritikfrei und wird als Wort Gottes anerkannt. Andere feministische Theologinnen und Theologen lehnen große Teile der Bibel als patriarchal ab. Bereits die Abfassung der Texte erfolgte ihrer Meinung nach unter androzentrischen Gesichtspunkten. Texte, die erkennbar emanzipatorischen Strömungen zuwiderlaufen, werden nicht als heilige Schrift anerkannt. Einige besonders radikale Theologen haben sich im Laufe der Zeit ganz vom Christentum distanziert (z. B. Mary Daly). Verständlicherweise nimmt die Frage, in welchem Rahmen die Bibel das Wort Gottes ist, eine gewisse Breite ein. Kernfrage ist hier, ob „Wort Gottes“ fundamentalistisch, in wörtlichem Sinn verstanden wird oder historisch als „Gotteswort im Menschenwort“.
Bekannte Vertreterinnen einer feministischen Theologie im deutschen Sprachraum sind Elisabeth Schüssler Fiorenza, Sabine Pemsel-Mair, Doris Strahm und Sonja Angelika Strube.

## Theologische Disziplinen im Einzelnen

### Bibelwissenschaften

#### Einleitung
Die Auslegung biblischer Texte ist bestimmt von der eigenen Frömmigkeitserfahrung, vom sozialen Ort und politischen Selbstverständnis, vom fachlichen Know-how und Erkenntnishorizont des Interpreten.
Insbesondere das eigene Bibelverständnis ist entscheidend für den weiteren Umgang mit den biblischen Texten. Das ist zwar nicht spezifisch für feministische Theologen, aber für feministische Theologen wird die Frage in vielen Fällen relevanter, als für Theologen herkömmlicher Art. Welche Schlüsse sind aus der Analyse zu ziehen, dass bestimmte Textpassagen einen frauenfeindlichen Hintergrund haben? Kritische Bibelinterpretationen einzelner Frauen, besonders Mystikerinnen, gibt es seit dem Mittelalter. Trotzdem mussten Frauen in jedem Jahrhundert von vorn beginnen, weil sie keine Traditionen gebildet haben und nicht institutionalisiert waren. Erst heute ist die feministische Kritik so stark, dass sie nicht mehr wegzudenken ist.

#### Altes Testament
Beim Alten Testament handelt es sich nicht um ein Buch, sondern um eine ganze Bibliothek, die zu verschiedenen Zeiten und unterschiedlichen Verfassern in einem Zeitraum von rund tausend Jahren entstanden sei.
Die Kritik begann mit der Hervorhebung und Beschreibung zahlreicher Frauengestalten, die in der bisherigen Theologie (besonders auch Praxis und Liturgie) eine vergleichsweise geringe Rolle spielten. Die Frauengestalten in der Bibel, von denen man annahm, dass sie aufgrund ihrer Weiblichkeit stets vernachlässigt wurden, wurden stärker in den Vordergrund gerückt und ihre Rolle für das Volk Israel mehr betont.
Ähnlich wurde mit der patriarchalen Sicht der Familien- und Volksstruktur Israels verfahren, in der die Geschlechterlisten (Stammbäume) fast ausschließlich Männer aufzählten, Frauen zumeist nicht genannt wurden. Für die Erzväter Israels (Abraham, Isaak, Jakob) wurden die dazugehörigen Frauen hervorgehoben (Sara, Rebekka, Lea und Rahel). Entsprechend wird in feministischen Kreisen meist nicht von den „Stammvätern“, sondern von den „Erzeltern“ Israels gesprochen (Irmtraud Fischer). Auch die Bedeutung von weiblichen Nebenfiguren für das Fortschreiten Israels – häufig auch für dessen Rettung – wurde stärker betont, so in der Kindheitsgeschichte des Mose (Hebammen, Schwester des Mose, Tochter des Pharao).
Die negative Wirkungs- und Rezeptionsgeschichte der ersten Frau in der Bibel (Eva, die Verführerin und Ursache allen Übels) wurde kritisch hinterfragt. Anders als im Judentum hätte sich von dieser Figur her im Christentum ein negatives Frauenbild geformt, das heute noch wirksam ist. Die Kritik gipfelt in einem männlichen Gottesbild, das eigens behandelt werden soll (s. u.).

#### Neues Testament
Das Neue Testament baut auf dem alten auf; Jesus war Jude und sein Gottesbild ist das des AT: Der Gott des Alten Testaments und der Vater Jesu Christi sind identisch. Christliche Theologie hat aber später die zahlreichen Ansätze für weiblich geprägte Gottesbilder des AT weitgehend „vergessen“, weil das Vaterbild alles andere überlagerte. Mit einem „Vatergott“ wird aber die männliche Autorität gestärkt und die Möglichkeit der Identifikation von Frauen erschwert. So ergeben sich ähnliche Diskurse wie beim feministischen Gottesbild des AT (s. u.).
Ein zentraler Punkt der feministischen Auseinandersetzung war von Anfang an die Rolle der Frauen in der Gefolgschaft Jesu und in der frühen Kirche. Entdeckt wurde die Bedeutung zahlreicher Frauen im Neuen Testament (Maria von Magdala, die Schwestern Maria und Marta von Betanien, die Frau am Jakobsbrunnen u. a.) und in der Umgebung des Paulus, die wichtige Funktionen innehatten, so die eigentlichen Jüngerinnen Jesu, die ihn von Anfang seines Wirkens an begleitet hatten und dann – unter Führung der Maria von Magdala – auch die ersten Zeuginnen der Auferstehung Jesu und die ersten Verkünderinnen der Osterbotschaft waren. Diese und zahlreiche Frauen in der jungen Kirche (Priska, Junia, Phoebe u. a.) zeigen ein ganz anderes Bild als die spätere (männliche) Entwicklung kirchlicher Strukturen vermuten lässt. Zahlreiche feministische Veröffentlichungen über einzelne Frauengestalten wie auch über die neutestamentliche Briefliteratur, die eine Fundgrube für feministische Forschung ist, geben Einblicke in ein frühes Stadium, das noch nicht von männlicher Hierarchie und strenger Geschlechtertrennung dominiert war.

#### Weibliche Gottesbilder in der Bibel
Ein wichtiger Bereich der feministischen Theologie ist die Kritik an der Dominanz männlicher Gottesbilder im gesellschaftlich-religiösen Bewusstsein. Diese androzentrischen Vorstellungen (Vater, Richter, Herr, der Allmächtige, der Unnahbare, König) beruhen lediglich auf den patriarchalischen Gesellschaftsverhältnissen Israels zur Zeit der Durchsetzung des monotheistischen Glaubens. Dieses sei zwar durch die mythische Sprache, die aufgrund der Unfassbarkeit Gottes als einzige in Bezug auf Religion in Frage komme – und die sich in Form von Gleichnissen nun einmal Geschehnissen des (zuweilen patriarchalisch geprägten) Alltags zu Nutze mache – bedingt, und daher nicht verurteilungswürdig, doch führe sie zu einer Art Götzendienst am Mann: „If god is male, then the male is god“ schreibt Mary Daly und spielt damit darauf an, dass die Verehrung rein männlicher Gottesbilder einer Verehrung des Mannes gleichkomme und damit die Vorrangstellung des Mannes stütze.
Eigentlicher Angriffspunkt der feministischen Theologie ist jedoch nicht nur die Dominanz männlicher Gottesbilder, sondern die damit zusammenhängende fehlende (oder zumindest: gehinderte) Identifikationsmöglichkeit der Frau mit einem Gott-Vater. Das Erfahrungsmaterial, auf dem männliche Gläubige den Vaterbegriff und seine Beziehung zum Sohn verstehen, sei ein völlig anderes als das einer Frau. Die spezifischen Vater-Sohn-Erfahrungen, auf die die Begrifflichkeiten vieler Gleichnisse, Psalmen, Bekenntnisse und Gebete aufbauen, sind für Frauen zunächst einmal nicht erschließbar. Aus diesem Grunde fordern feministische Theologen und Theologinnen heutzutage die Wiederbelebung auch weiblicher und anderer, personaler und nicht personaler Gottesbilder (s. u.).
Als Produkt des historisch-gesellschaftlichen Kontextes entlarvt und als Hinderungsschwelle der Identifikation für weibliche Gläubige verstanden, stellt sich das Gottesbild letztlich als beidseitig geöffnet dar: Ob nun Vater und Sohn oder Mutter und Tochter der prägende Terminus ist, unterscheidet sich vom Glaubensinhalt her nicht – und somit ist beides möglich.
Feministische Theologie beruft sich unter anderem auf die in der Bibel zwar seltenen, aber dennoch existenten weiblichen Gottesbilder. Diese seien in ihrer geschichtlichen Tradition aufgrund der andauernden männlichen Dominanz verdrängt worden und es sei nun an der Zeit, diese wiederzubeleben und zu Aktiva der Theologie zu gestalten.

##### Beispiele weiblicher Gottesbilder
Hausherrin
Wie die Augen der Knechte auf die Hand ihres Herrn, wie die Augen der Magd auf die Hand der Gebieterin, so blicken unsere Augen auf Jahwe unseren Gott. Ps 123,2 

Freuet euch mit mir, denn ich habe die Drachme gefunden, die ich verloren hatte. Lk 15,8-10 

Gebärende
Des Felses, der dich gezeugt, gedachtest du nicht und vergaßest des Gottes, der dich geboren. Dtn 32,18 

Ich habe lange geschwiegen … jetzt will ich schreien wie die Gebärende, will schnauben und schnappen zumal. Jes 42,14 

Mutter
Wird auch eine Frau ihres Kindleins vergessen, dass sie sich nicht erbarmte über den Sohn ihres Leibes? Und ob sie gleich seiner vergäße, so will ich doch dein nicht vergessen. Jes 49,15 
Ich war es doch, der Ephraim gestillt hatte, indem ich ihn auf meine Arme nahm […], sie an mich zog mit Banden der Huld, mit Seilen der Liebe. vgl. Hos 11,1-4 

Hausfrau
Hast du mich hingegossen wie Eier und wie Käse mich gerinnen lassen? Hi 10,10 
Das Reich Gottes gleicht einem Sauerteig, den eine Frau nahm und unter drei Scheffel Mehl mengte, bis er ganz durchsäuert war. Mt 13,33 

Hebamme
Ja, du bist’s, der mich zog aus dem Mutterschoß, mich sicher barg an meiner Mutter Brust. Ps 22,10 
Kaum in Wehen, hat Zion auch schon ihre Kinder geboren. Sollte ich bis zur Geburt bringen und nicht gebären lassen? spricht Jahwe. Oder sollte ich, der ich gebären lasse, wieder verschließen? spricht dein Gott. Jes 66,8-9 

##### Die Weisheit (Sophia)
Mengenmäßig der weitaus größte Anteil an weiblichen Gottesbildern in der Bibel findet sich in der Figur der „Weisheit“ (hebr. „Chokmah“, griech. „Sophia“), die in der nachexilischen Zeit Israels eine bedeutende Rolle spielt und in vielen späten Texten geradezu den Platz einnimmt, der in älteren Zeugnissen dem Gott Israels zukommt (vgl. Weisheit 6–11 u. a.). In der sog. Weisheitsliteratur, die gemeinorientalisch ist und teilweise nicht im Kanon der Hebräischen Bibel steht, findet sich Sophia als eine vermittelnde Frau, die auch in Schöpfungstexten neben JHWH, dem Schöpfergott, erscheint (Sprüche 8; Sirach 24 u. a.). Sie ist nicht nur Symbol, sondern wird in einer konkreten Frauengestalt dargestellt, die Traditionen zahlreicher antiker Göttinnen in sich aufgenommen hat, so der ägyptischen Isis, vor allem aber der Ma’at, der Göttin der Weltordnung. Weisheit/Sophia hat stark integrierende Züge, sie ist eine verbindende Kraft („Meine Freude ist es, bei den Menschenkindern zu sein“ Sprüche 8,31). Sie ist auch ein Verbindungsglied zwischen Altem und Neuem Testament, so liegt dem Johannesprolog (Joh 1 ) wohl ein Weisheitshymnus zugrunde. Auch in der Schöpfungstheologie, die in der feministischen Theologie zusammen mit einer feministischen Ökologie neue Akzente setzt, ist sie eine wichtige Gestalt.

### Kirchen- und Theologiegeschichte
Untersucht man, was Menschen für überlieferungswürdig halten, dann fällt auf, dass dies in den historischen Wissenschaften meist die Taten herrschender Männer waren, in wenigen Ausnahmen auch die herrschender Frauen. Das Leben der unteren Schichten, und dort insbesondere der Frauen, spielt in der Darstellung der Geschichte kaum eine Rolle. Dies trifft auch für kirchenhistorische Personen zu.
Dargestellt wird in der Kirchengeschichte für gewöhnlich das Leben großer Theologen und ihre Lehren. Obwohl es auch bedeutende Theologinnen gegeben hat, wurde deren Wirken nur in geringerem Ausmaß erforscht - und andrerseits die Alltagsgeschichte von Frauen (wie auch von nicht berühmten Männern) kaum für erforschenswürdig erachtet. Feministische Wissenschaftler und Wissenschaftlerinnen wollen die Theologiegeschichte von Frauen deutlicher als bisher sichtbar machen. Dazu gehört zum einen die Aufarbeitung in Vergessenheit geratener wichtiger Persönlichkeiten, zum anderen die Aufarbeitung des kirchlichen Alltags von Frauen.
Darüber hinaus sind wichtige theologiegeschichtliche Strömungen wie Mystik und Pietismus entscheidend von Frauen mitgeprägt worden - insbesondere von den vier Kirchenlehrerinnen. Eine Aufgabe der feministischen Kirchen- und Theologiegeschichte ist es daher, das Wirken solcher Frauen genauer zu beleuchten.
Siehe:

### Systematische Theologie
Frauenerfahrungen sind der hermeneutische Ausgangspunkt feministischer Theologie. In der systematischen Theologie gilt ihr Interesse dem Zusammenhang von Frauenunterdrückung und Theologie, der theologischen Konstruktion der Frau als dem anderen, sprich dem minderwertigen Geschlecht sowie den Folgen, die die Verdrängung der Erfahrungen von Frauen aus den dogmatischen Lehrkonzepten für die Situation von Frauen und Männern in Kirche und Gesellschaft hatte: So wird in der Gottesfrage die Androzentrik der Gottesrede und Gottesbilder kritisiert, die das weibliche Geschlecht von der Repräsentation des Göttlichen ausschließt und damit die herrschende patriarchale Geschlechterordnung (der Mann als das normative Geschlecht, die Frau als das minderwertige Andere) legitimiert. In der Christologie wird die Lehre von der einmaligen und endgültigen Inkarnation Gottes in einem Mann hinsichtlich ihrer Folgen für Frauen kritisch untersucht (z. B. Ausschluss der Frauen von der Christusrepräsentation im Priesteramt) und das dogmatisch-exklusivistische Konzept „ausserhalb von Christus gibt es kein Heil“ als sexistisch und antijudaistisch entlarvt; kritisiert wird auch die heilsgeschichtliche Fixierung auf den Kreuzes- bzw. Opfertod Jesu als dem erlösenden Ereignis. Für die traditionelle Sündenlehre wird gezeigt, dass sie auf einem geschlechtsspezifischen Ansatz beruht, da der theologische Sündenbegriff Hybris (Selbstüberhebung) männliche Erfahrungen spiegle und „Frauensünden“ sich in einer patriarchalen Gesellschaft von jenen der Männer unterscheiden. Die Gender-Forschung in der feministischen Theologie geht der Frage nach, inwieweit die christliche Religion (Bibel, Theologie und Kirche) an der Herstellung und Verfestigung von „Geschlecht“ und der Reproduktion des Geschlechterdualismus beteiligt ist, und versucht, diese Geschlechterkonstrukte aufzubrechen.
Neben der Kritik an den androzentrischen Strukturen systematisch-theologischer Konzepte geht es feministischer Theologie gleichzeitig um deren Re-Vision oder Neuformulierung aus der Sicht von Frauen und ihren Erfahrungen. So werden z. B. neue Gottesbilder entworfen, feministisch-theologische Neuentwürfe der Christologie sowie von Kreuz und Auferstehung formuliert, neue Konzepte des Bösen oder von Kirche aus Gendersicht entwickelt. Seit den 1990er Jahren hat sich das Verständnis von Frauenerfahrung als grundlegender Kategorie feministischer Theologie differenziert: Sie wird nicht mehr als universale und essentielle, sondern als kontextuelle Größe verstanden, da die konkreten Erfahrungen von Frauen nicht nur vom Geschlecht, sondern ebenso von der sozialen Klasse, der Rasse, der Kultur, der sexuellen Orientierung, der Religion usw. beeinflusst sind. Feministische Theologie, die sich auf einen bestimmten Kontext bezieht und die jeweilige gesellschaftliche und kulturelle Situation von Frauen reflektiert, kann es daher nur im Plural, in einer Vielfalt von verschiedenen kontextuellen Ansätzen geben. Seit Anfang des 21. Jahrhunderts ist feministische Theologie mehr und mehr auch interkulturell bzw. interreligiös ausgerichtet und bringt die Stimmen von Frauen in den männerdominierten interreligiösen Dialog ein.

### Praktische Theologie
„Feministisch Predigen“ ist ein ehrenamtliches Projekt von Pastorinnen, Pfarrerinnen, Diakoninnen, die ihre feministische Arbeit mit anderen bundesweit vernetzen und in gegenseitiger Hilfe und Anregung leben wollen.

## Feministische Netzwerke

### AG Feminismus und Kirchen
Die Arbeitsgemeinschaft Feminismus und Kirchen e. V. (AG) ist ein überkonfessioneller Zusammenschluss feministischer Theologinnen aus dem deutschsprachigen Raum. Sie wurde 1981 gegründet und ist ein Netzwerk von Frauen aus unterschiedlichen Kontexten: Schule, Politik, Mitglieder der AG waren 1983 Mitbegründer der feministisch-theologischen Streitschrift Schlangenbrut und gaben 1986 das Handbuch Feministische Theologie heraus.

### European Society of Women in Theological Research (ESWTR)
Seit 1986 ist die wissenschaftlich ausgerichtete feministische Theologie in Europa vernetzt durch die ESWTR. Dieses Netzwerk forschender Frauen mit inzwischen über fünfhundert Mitgliedern aus mehr als dreißig europäischen Ländern gibt seit 1993 ein Jahrbuch heraus, das über die verschiedenen Länder und ihre Entwicklungen der feministischen Theologie informiert sowie Artikel zu aktuellen theologischen Problemen aus der Sicht von Frauen in drei Sprachen (deutsch, englisch, französisch) enthält. Ein besonders wichtiger Teil ist der zumeist sehr umfangreiche „Buchmarkt“, der nicht nur Neuerscheinungen aus den verschiedenen Ländern, sondern auch ausführliche Besprechungen wichtiger Bücher enthält. So wird der Zugang zu Informationen vor allem für Mitglieder aus Ländern mit weniger institutionalisierter feministischer Forschung erleichtert. Zudem findet alle zwei Jahre ein europäischer Kongress in wechselnden Ländern statt. 2006 wurde das zwanzigjährige Bestehen der ESWTR in Graz (Österreich) gefeiert, dazu wurde ein Sammelband herausgegeben.

### Interessengemeinschaft feministischer Theologinnen der Deutschschweiz und Liechtensteins
Gründung und Ziel
Die Interessengemeinschaft feministischer Theologinnen der deutschen Schweiz und Liechtensteins (IG) wurde 1991 gegründet und versteht sich als ökumenisches Forum für feministische Theologie. Sie dient der Vernetzung feministischer Theologinnen und verfolgt das Ziel, die Anliegen feministischer Theologie in den Kirchen und in der Gesellschaft zu vertreten. Sie fördert Austausch und Diskussion durch regelmässige Weiterbildungsangebote und Tagungen und durch diese Homepage.
Zur IG gehören zurzeit 160 Frauen, die sich durch ein Studium, durch Weiterbildung oder auf anderen Wegen in feministischer Theologie kompetent gemacht haben und sich in der Aufarbeitung und Umsetzung feministischer Theologie engagieren.
Feministisch-theologische Weiterbildungen der IG
Die IG organisiert jährliche feministisch-theologische Weiterbildungen für Theologinnen in der Gemeinde oder in Spezialämtern, die sich für feministische Fragestellungen auf ihrem Arbeitsgebiet oder auf gesellschaftsrelevanten Sachthemen interessieren. Diese Weiterbildungen befassen sich mit einer Mischung aus pastoralen, theologischen und gesellschaftlichen Fragestellungen. Sie wurden von IG-Mitgliedsfrauen als Referentinnen bestritten.
Stellungnahmen der IG
„Wissen die reformierten Kantonalkirchen, was sie tun?“ (2012) und „Braucht die Schweiz ein Burka-Verbot“ (2010)

### Verein FrauenKirche Bern
Die FrauenKirche Bern war ein Schweizer Verein mit Sitz in Bern, dessen Ziele es waren, das feministisch-theologische Denken und Handeln zu fördern sowie interessierte Frauen und Frauengruppen zu vernetzen. Der nach eigenen Angaben ökumenische, kirchen- und parteipolitisch unabhängige Verein bestand während 20 Jahren: von Oktober 1998 bis März 2018. In dieser Zeit hatte er zwischen 20 und 110 Mitglieder.
Die FrauenKirche Bern als Teil der ökumenischen Frauenkirchenbewegung Schweiz war bereits vor der offiziellen Vereinsgründung 1998 aktiv. Seit Ende der 1980er-Jahre gab es im Kanton Bern einzelne Frauengruppen, die sich für feministische Theologie interessierten, Frauengottesdienste oder Frauen-Liturgie-Feiern durchführten, sich aber nicht explizit „Frauenkirche“ nannten. Eine Gruppe in Thun mit einem Stamm von um die 90 Frauen bestand seit 1988. Sie organisierten Frauengottesdienste und bis zu 12 öffentliche, feministisch-theologische Anlässe pro Jahr. Unter anderem gab es auch die Ökumenischen Frauenfeiern in Biel seit 1991, die Frauengottesdienste in Spiez seit 1993, und auch Frauen aus Köniz, Bern, Hondrich und Langnau feierten gemeinsam Gottesdienste. 1995 wurden die schweizweit über 50 entstandenen Frauenliturgiegruppen mit Selbstporträts in der Broschüre Netzwerk Frauenkirche Schweiz vorgestellt.
Die FrauenKirche Bern als Verein wurde am 19. Oktober 1998 vom ökumenischen Netzwerk FrauenKirche Bern begründet.
An der Expo.02 war die FrauenKirche Bern mit dem Projekt Wiiberwirtschaft präsent. Die FrauenKirche Bern engagierte sich zusammen mit dem Schweizerischen Katholischen Frauenbund an der Frauenwache in Bern – ein Projekt, das auf Initiative von Privaten und Organisationen als Antwort auf die bürgerlich-männliche Mehrheit im Bundesrat nach der Bundesratswahl vom Dezember 2003 entstand. Theologinnen stellten „Querulantinnen“ aus biblischen Zeiten vor, ein weiblicher Clown verwickelte Passanten in Gespräche und das abendliche Frauenpalaver zeigte ungewöhnliche Biografien ungewöhnlicher Theologinnen. Zur Frauenwache erschien auch ein Fotoband.
Ab 2009 fokussierte sich die FrauenKirche Bern stärker auf feministisch-theologische Veranstaltungen. Sie organisierte Liturgietreffen, Buchvernissagen und in Zusammenarbeit mit dem Katholischen Frauenbund Bern regelmässige „FrauenZmorge“ sowie die feministisch-theologischen Bibel- und Studientage, unter anderem mit Referentinnen wie Ina Praetorius, Luzia Sutter Rehmann, Corinne Rufli oder Hildegund Keul.

### Christentum
- Leonore Siegele-Wenschkewitz (Hrsg.): Verdrängte Vergangenheit, die uns bedrängt: Feministische Theologie in der Verantwortung für die Geschichte, Kaiser München, 1988, ISBN 3-459-01730-9.
- Nancy Tuana: The Less Noble Sex: Scientific, Religious, and Philosophical Conceptions of Woman’s Nature, Bloomington: Indiana University Press, 1993.
- R. Chopp / M.L. Taylor (Hrsg.): Reconstructing Christian Theology, Minneapolis, MN: Fortress Press, 1994.
- Elizabeth A. Castelli / Rosamond C. Rodman (Hrsg.): Women, Gender, Religion: A Reader, Palgrave Macmillan, 2001.
- Peter Godzik: Begeistert von den Anfängen der Feministischen Theologie, in: ders.: Erwachsener Glaube. Lebenseinsichten, Rosengarten bei Hamburg: Steinmann 2018, ISBN 978-3-927043-70-1, S. 45–69.

### Judentum
- Judith Plaskow: Standing Again at Sinai: Judaism from a Feminist Perspective, Harpercollins San Francisco, 1991, ISBN 0-06-066684-6.
- Ilana Pardes: Countertraditions in the Bible: A Feminist Approach, Harvard University Press, 1992.
- Daniel Boyarin: Carnal Israel: Reading Sex in Talmudic Culture, University of California Press, 1995.
- Rachel Biale: Women and Jewish Law, Schocken Books, 1995, ISBN 0-8052-1049-0.
- Maurie Sacks (Hrsg.): Active Voices: Women in Jewish Culture, Urbana: University of Illinois Press, 1995, ISBN 978-0-252-06453-1.
- Miriam Peskowitz / Laura Levitt (Hrsg.): Judaism Since Gender, Routledge, 1997, ISBN 978-0-415-91461-1.
- Laura Levitt: Jews and Feminism: The Ambivalent Search for Home, Routledge, 1997, ISBN 978-0-415-91445-1.
- Rachel Adler: Engendering Judaism: An Inclusive Theology and Ethics, Boston: Beacon Press, 1998, ISBN 0-8070-3619-6.
- J. R. Baskin: Midrashic Women: Formations of the Feminine in Rabbinic Literature, 2002.
- Kalpana Misra / Melanie S. Rich (Hrsg.): Jewish Feminism in Israel: Some Contemporary Perspectives, Hanover, NH: University Press of New England for Brandeis University Press, 2003.
- Danya Ruttenberg (Hrsg.): Yentl’s Revenge: The Next Generation of Jewish Feminism, Avalon Publishing Group, 2003.
- Avraham Grossman: Pious and Rebellious: Jewish Women in Medieval Europe, Hanover, NH: Brandeis University Press, 2004.
- Esther Fuchs: Israeli Women’s Studies: A Reader, New Brunswick, N.J. - London: Rutgers University Press, 2005.

### Islam
- Ednan Aslan, Marcia Hermansen, Elif Medeni (Hg.): Muslima Theology: The Voices of Muslim Women Theologians, Peter Lang 2013.
- Dina El Omari: Feminismus im Islam: Operation Eva, in: Herder Korrespondenz 11/2018, S. 39–41.
- Friedrich-Ebert-Stiftung (Hg.): Der Koran neu gelesen: feministische Interpretationen, Berlin 2008.
- Christian Ströbele, Amir Dziri, Anja Middelbeck-Varwick, Armina Omerika (Hrsg.): Theologie – gendergerecht? Perspektiven für Islam und Christentum. (Theologisches Forum Christentum - Islam 2020) Pustet, Regensburg 2021, ISBN 978-3-7917-3269-5.